# Viðareiði
Viðareiði este un oraș din Insulele Faroe.